# Servando Castro
Servando Castro (ur. 23 października 1861 w Batac, zm. 6 grudnia 1946 tamże) – filipiński duchowny chrześcijański. Początkowo ksiądz katolicki, w 1902 związał się z Niezależnym Kościołem Filipińskim. Pełnił w nim szereg funkcji, dwukrotnie tymczasowo stał na jego czele. Aktywny politycznie teologiczny konserwatysta, wymusił powrót wspólnoty do konwencjonalnych założeń doktrynalnych.

## Życiorys

### Młodość, pochodzenie oraz posługa w Kościele katolickim
Servando Castro urodził się 23 października 1861 w Batac w prowincji Ilocos Norte jako syn Celedonia Castro oraz Lucii Guatlo. Jego ojciec był tłumaczem sądowym, matka zaś wywodziła się z rodziny o chińskich korzeniach. Ukończył szkołę parafialną w rodzinnej miejscowości. Kształcił się w zakresie filozofii i teologii na manilskim Uniwersytecie Świętego Tomasza. Tam też poznał Apolinario Mabiniego, jednego z późniejszych przywódców rewolucji filipińskiej z 1896. W 1890 ukończył studia teologiczne w katolickim seminarium duchownym w Vigan. W tym samym roku przyjął święcenia kapłańskie, po czym został zatrudniony jako nauczyciel w macierzystym seminarium. Następnie skierowano go do pracy w diecezji Nowej Segowii. Posługiwał na parafiach w Batac, Paoay i Sarrat. Księdzem katolickim był przez 12 lat.

### W Niezależnym Kościele Filipińskim
Prawdopodobnie już w dzieciństwie poznał Gregorio Aglipaya, pochodzącego z tego samego regionu rówieśnika, który wywarł znaczny wpływ na jego życie oraz decyzje natury religijnej. Przyłączył się do kierowanego przezeń ruchu na rzecz utworzenia niezależnego od Rzymu Kościoła narodowego obejmującego swoją jurysdykcją Filipiny. Uczestniczył w zjazdach i zgromadzeniach duchowieństwa w Paniqui (23 października 1899) oraz Kullabeng (8 maja 1902), podczas których dyskutowano nad przyszłością filipińskiego chrześcijaństwa. Spotkania te były częścią szerszego procesu, które ostatecznie doprowadziły 3 sierpnia 1902 do powstania Niezależnego Kościoła Filipińskiego (IFI). Był jednym z kilkunastu księży z Ilocos Norte, którzy dołączyli do IFI w jego samych początkach. Rodzinny region Castro był zresztą matecznikiem tego wyrosłego z doświadczeń rewolucji filipińskiej związku wyznaniowego, a także miejscem symptomatycznym, które ukazywało skalę jego początkowego sukcesu. W 1905 bowiem, trzy lata po swym utworzeniu, liczył on około miliona pięciuset tysięcy wiernych, około 25 procent ówczesnej chrześcijańskiej populacji Filipin.
Servando Castro zajmował rozmaite stanowiska w kierownictwie Niezależnego Kościoła Filipińskiego. Cieszył się znaczącym autorytetem zarówno wśród duchowieństwa, jak i świeckich wiernych. Uznawany był za przywódcę teologicznie konserwatywnego skrzydła wspólnoty. Uważał, że jej praktyka oraz wierzenia nie powinny oddalać się zanadto od katolicyzmu. Odrzucał zwierzchność papieską, ale już zbyt daleko idąca reforma liturgiczna budziła jego sprzeciw. Do końca życia zachował również celibat. Odróżniał się tym wyraźnie od Aglipaya, który chętnie sięgał po rozmaite teologiczne innowacje, kwestionował boskość Chrystusa, a odrzucając celibat w 1939 ożenił się. Castro był przy tym jednym z istotnych uczestników debaty o naturze Osób Boskich, która toczyła się w pierwszych dekadach istnienia IFI, kształtując w dużej mierze doktrynę oraz wewnętrzną politykę młodej denominacji. Bronił w niej poglądu o istnieniu Trójcy Świętej. W 1929 wraz z częścią duchowieństwa sprzeciwił się nawiązaniu sformalizowanych relacji z ruchem unitariańskim. W 1940 wymógł oparcie kościelnej doktryny na formule trynitarnej. Utorował tym samym drogę reintegracji Kościoła z chrześcijaństwem głównego nurtu, czyniąc zeń ponownie wspólnotę zasadniczo narodowokatolicką. Proces ten przypieczętowało przyjęcie, już po śmierci Castro, nowej deklaracji wiary (5 sierpnia 1947) oraz wejście w komunię z amerykańskim Kościołem Episkopalnym (1948).
Castro nie stronił także od aktywności politycznej. Mianowany został kościelnym gubernatorem Laguny, później natomiast wyświęcono go na biskupa rodzinnego regionu Ilocos. Gdy Aglipay, najwyższy zwierzchnik wspólnoty, udał się w podróż do Stanów Zjednoczonych w 1931 Castro wybrano na jej tymczasowego przywódcę. Był deputowanym Konwencji Konstytucyjnej, która przygotowała ustawę zasadniczą z 1935. Reprezentował Ilocos Norte, angażował się w dyskusje dotyczące systemu edukacji publicznej, zasiadał w Komitecie ds. Obowiązków Obywatelskich. Po śmierci Gregorio Aglipaya w 1940 ponownie tymczasowo stanął na czele Kościoła, tym razem do czasu wyboru nowego przywódcy. Był też jednym z głównych kandydatów na jego następcę. Ostatecznie jednak wycofał się, ustępując na rzecz biskupa Santiago Fonaciera. Swoją rezygnację wykorzystał wszakże do przeforsowania pożądanej przez siebie wizji Kościoła, także w zakresie opisanych powyżej kwestii doktrynalnych. Postawiono go mianowicie na czele Komitetu Rewizyjnego, który miał dokonać gruntownego przeglądu doktryny wspólnoty. Jego prace przerwała wprawdzie japońska okupacja Filipin, poczynione przezeń ustalenia uznano jednak za wiążące i w pełni wcielono w życie. Doprowadziło to do rozłamu w Niezależnym Kościele Filipińskim i opuszczenia go w 1946 przez wiernych przywiązanych do unitarianizmu.
W ostatnich latach życia Castro wycofał się z aktywnego udziału w życiu kościelnym. W uznaniu swojej długoletniej posługi otrzymał tytuły emerytowanego biskupa najwyższego oraz dziekana zgromadzenia biskupów. Pisywał na łamach ukazującego się w języku hiszpańskim czasopisma La Vanguardia. Zmarł 6 grudnia 1946 w Batac.